# Eissa Meer Abdulrahman
Nour Eissa Meer Abdulrahman (arabisch نور عيسى مير عبد الرحمن, DMG Nūr ʿĪsā Mīr ʿAbd ar-Raḥmān; * 16. Juli 1967) ist ein ehemaliger Fußballspieler aus den Vereinigten Arabischen Emiraten. Gemeinsam mit seinem Zwillingsbruder Ibrahim nahm er an der Fußball-Weltmeisterschaft 1990 teil.

## Karriere

### Verein
Meer Abdulrahman spielte während seiner gesamten Karriere von 1985 bis 1997 ausschließlich für den Sharjah FC. Mit seinem Klub gewann er die UAE Ligue und den UAE President’s Cup.

### Nationalmannschaft
Sein Debüt in der Nationalmannschaft gab Meer Abdulrahman am 5. Dezember 1988 bei der 1:2-Niederlage gegen Gastgeber Katar im Rahmen der Asienmeisterschaft 1988. In einer Fünfergruppe wurde die Mannschaft am Ende Vierter und schied aus dem Turnier aus. Beim Golfpokal 1990 belegte er mit seiner Mannschaft den letzten Tabellenplatz.
Anlässlich der Weltmeisterschaft 1990 in Italien wurde Meer Abdulrahman in das Aufgebot der Vereinigten Arabischen Emirate berufen. Er kam in allen drei Partien der Gruppenphase gegen Kolumbien, Deutschland und Jugoslawien zum Einsatz. Die VAE schieden mit drei Niederlagen als Gruppenletzter nach der Vorrunde aus. 
Bei der Asienmeisterschaft 1992 in Japan wurde er in zwei Spielen der Gruppenphase und den beiden Spielen der Endrunde eingesetzt. Nach einem 0:2 im Halbfinale gegen Saudi-Arabien scheiterte das Team im Spiel um Platz 3 im Elfmeterschießen an China. Im gleichen Jahr belegte er mit seiner Mannschaft beim Golfpokal den vierten Tabellenplatz.
Sein letztes Länderspiel bestritt Meer Abdulrahman am 7. Mai 1993 beim 1:1 im Qualifikationsspiel zur Weltmeisterschaft 1994 gegen Japan in al-Ain.